# Rommulo Vieira Conceição
Rommulo Vieira Conceição (* 13. September 1968 in Salvador, Bahia) ist ein brasilianischer Hochschullehrer und bildender Künstler.

## Wissenschaftliche Laufbahn
Der Afrobrasilianer Vieira Conceição studierte Geologie an der Universidade Federal do Rio Grande do Sul in Porto Alegre, an der er seit 2002 ordentlicher Professor für Geologie ist. Seine Forschungsschwerpunkte liegen im Bereich der Geochemie und Petrologie.

## Bildender Künstler

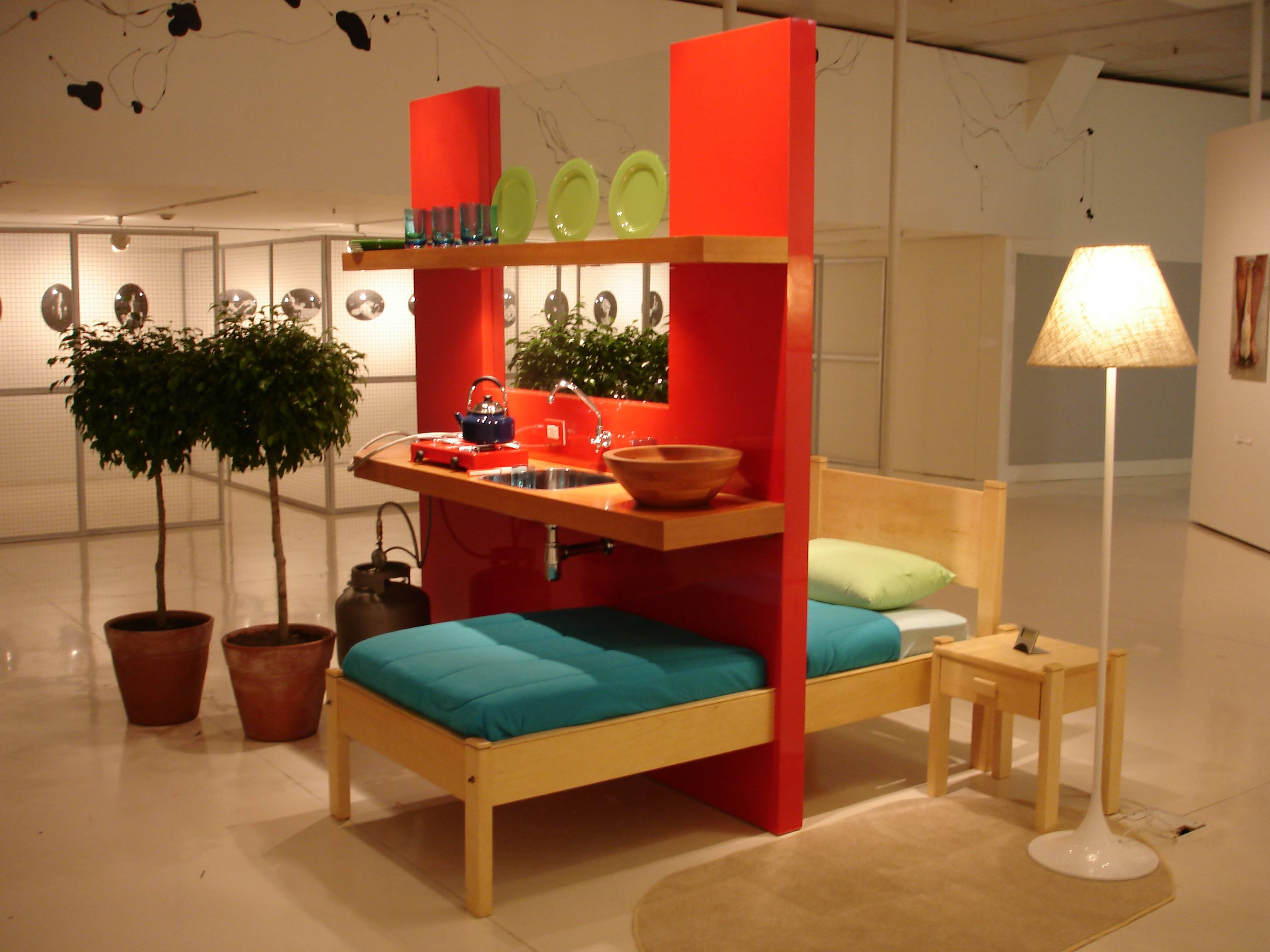
Installation 2006

Zusätzlich studierte Vieira Conceição Bildende Kunst und erwarb 1999 seinen Masterabschluss, ebenfalls in Porto Alegre. Von 2005 bis 2007 erwarb er seinen Masterabschluss in visueller Poetik am Institut der Künste der Bundesuniversität von Rio Grande do Sul. Er betätigt sich als Künstler und arbeitet mit verschiedenen Medien (Installation, Skulptur, Zeichnung, Malerei). Schwerpunktmäßig beschäftigt er sich mit der Wahrnehmung des zeitgenössischen Raums und die Beziehungen des zeitgenössischen Menschen im Raum.
Seit 2000 hat er seine Werke im Rahmen größerer Einzel- und Gruppenausstellungen präsentiert, sowohl in Brasilien (u. a. am Goethe-Institut in Porto Alegre, der Galerie Casa Triângulo in São Paulo) als auch im internationalen Ausland (u. a. in Ekenäs, Finnland 2009, Fowler Museum der UCLA in Los Angeles 2017). Er nahm u. a. an der Ausstellung Casa Brasileira im MAR, Rio de Janeiro (2020/21) teil.
Im Rahmen seiner künstlerischen Tätigkeit hat er diverse Preise gewonnen, darunter den Förderpreis Rumos Itaú Cultural des Instituto Cultural Itaú (2006), der FUNARTE (2009 und 2012) und den Prêmio PIPA (2010, 2011, 2018).
Rommulo Vieira Conceição lebt und arbeitet in Porto Alegre (Rio Grande do Sul). Seine Werke befinden sich in öffentlichen und privaten Sammlungen.

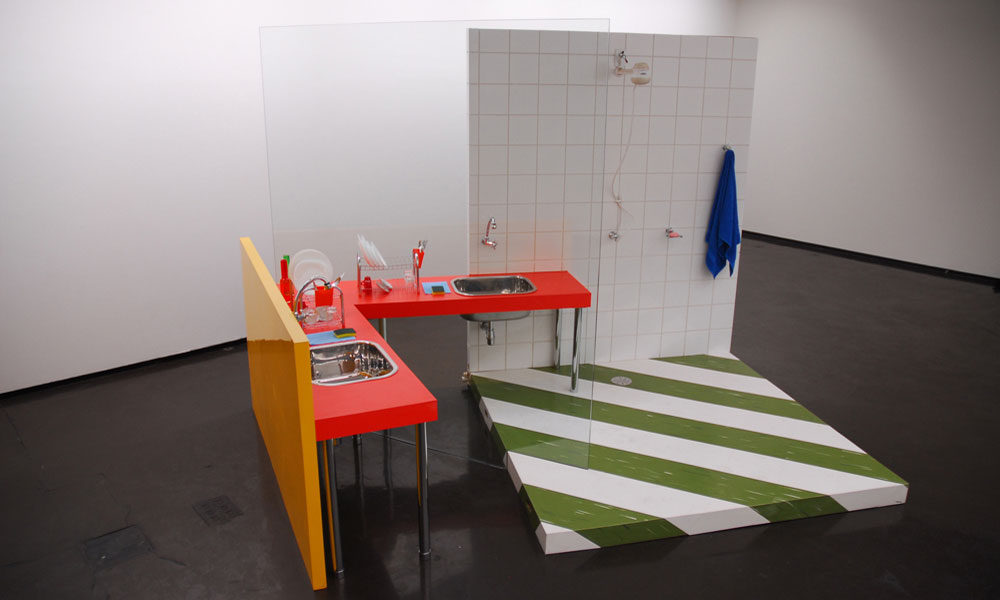
2008
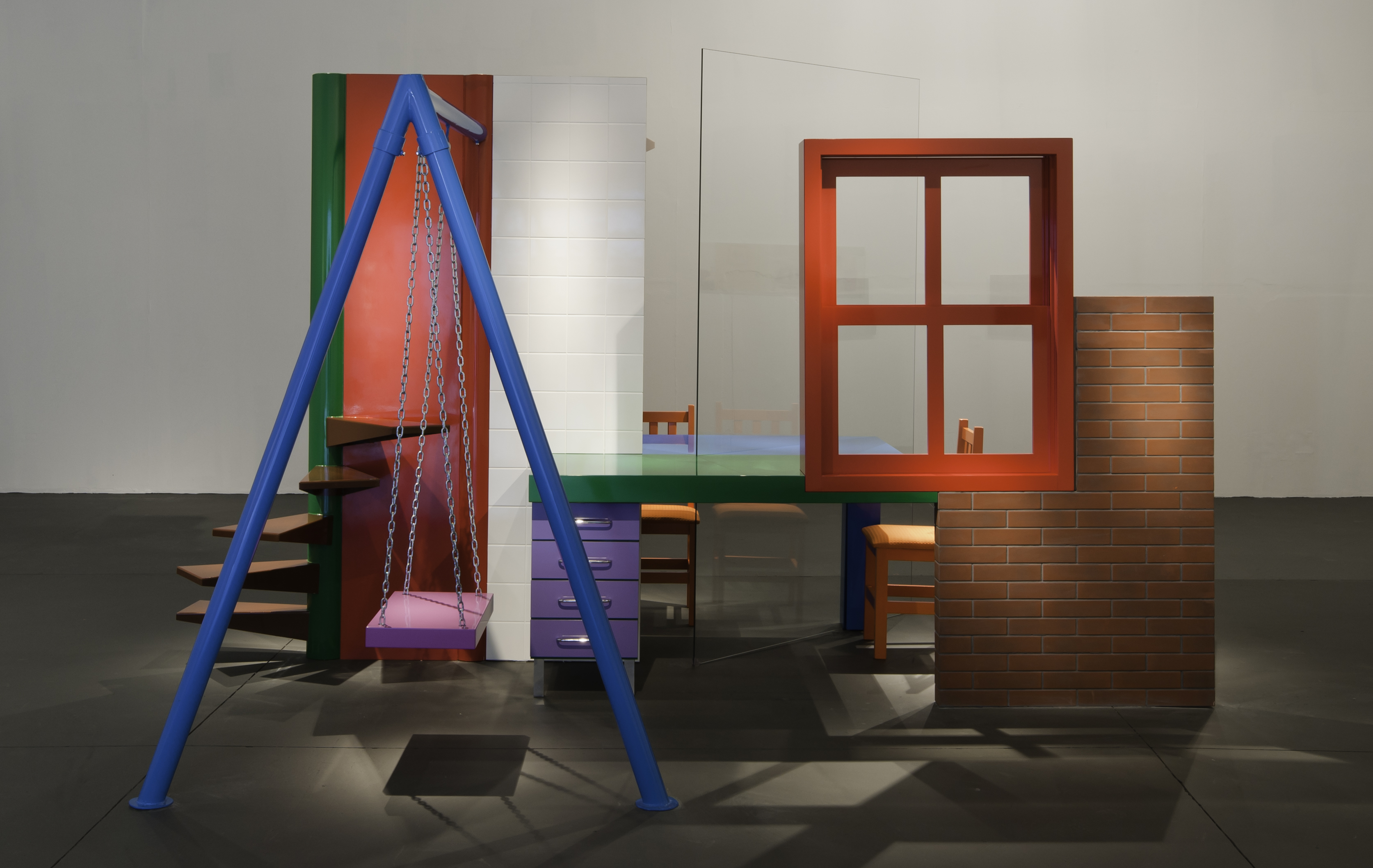
2012
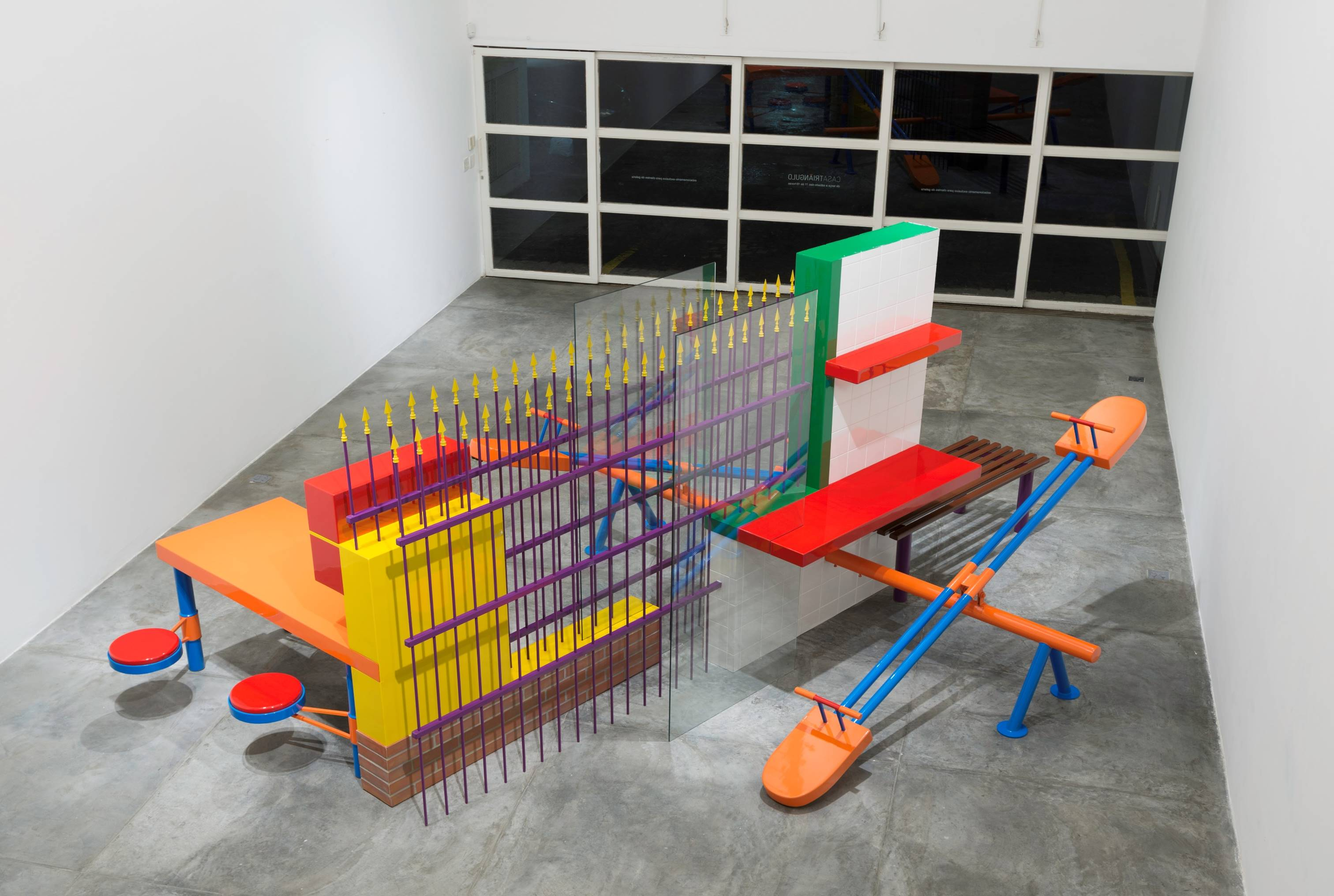
2013
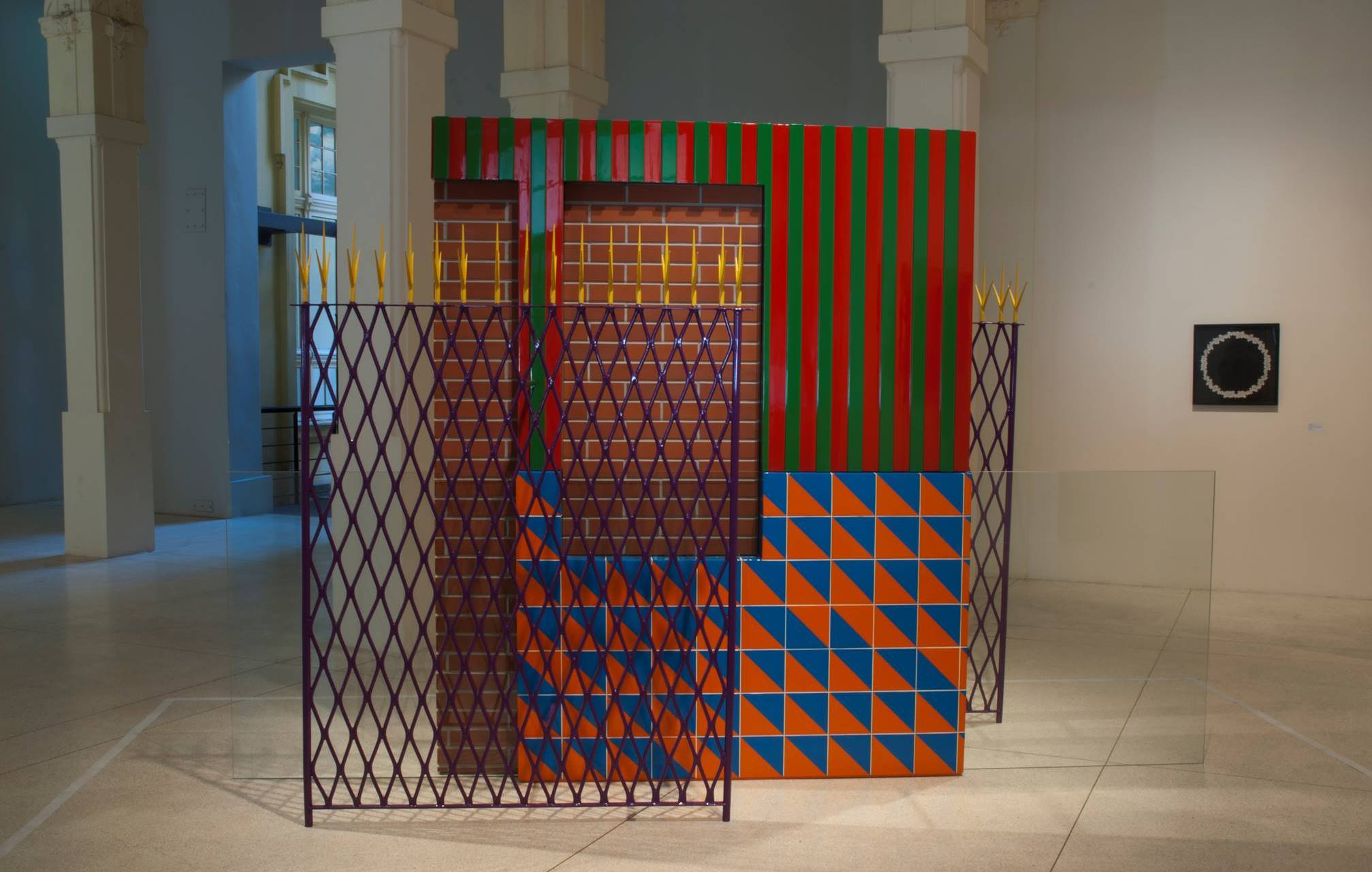
2015